# Isabella Ferrari
Isabella Ferrari, pseudonimo di Isabella Fogliazza (Ponte dell'Olio, 31 marzo 1964), è un'attrice italiana.
Nel 1995 ha vinto la Coppa Volpi per la miglior attrice non protagonista alla Mostra internazionale d'arte cinematografica di Venezia per Romanzo di un giovane povero e nel 2008 il Premio Pasinetti per Un giorno perfetto. Al Festival internazionale del film di Roma 2012 vince il Marc'Aurelio d'Argento per la miglior attrice grazie al film E la chiamano estate.

## Biografia
Nata a Ponte dell'Olio, in provincia di Piacenza, trascorre l'infanzia tra il paesino natìo ed il vicino Gropparello, prima di stabilirsi con la famiglia a Piacenza nel 1974. Ha una sorella di due anni più grande, Fausta, e un fratello minore, Alessandro. A 15 anni vince il concorso Miss Teenager tra i giochi serali alla Farnesiana, quartiere di Piacenza, e in premio ottiene un contratto discografico con la WEA Italiana che le fa incidere un 45 giri. Ben presto però intraprenderà un'altra strada.

### Cinema e televisione
Nel 1981 esordisce in televisione con una piccola parte nel programma Sotto le stelle di Gianni Boncompagni e successivamente prende parte alla trasmissione per ragazzi 3, 2, 1... contatto! di cui incide su 45 giri la sigla, dal titolo Canto Una Canzone. Durante Sotto le stelle viene notata dal regista Carlo Vanzina, e nel 1983 recita nel ruolo di Selvaggia in Sapore di mare, il suo primo film. All'età di 18 anni si stabilisce a Roma e intraprende definitivamente la carriera di attrice, alternando apparizioni cinematografiche a spettacoli teatrali. Nel numero di gennaio 1985 appare per la prima volta nuda sull'edizione italiana di Playboy; a questo servizio di nudo integrale ne seguiranno altri per varie riviste.
Dopo una prima fase della carriera in cui prende parte a molte commedie cult degli anni ottanta (Il ras del quartiere, Sapore di mare, Sapore di mare 2 - Un anno dopo, Domani mi sposo, Giochi d'estate, Chewingum, Dagobert, Fracchia contro Dracula, Il ragazzo del Pony Express), inizia a cimentarsi in un cinema più impegnato quando, nel 1988 viene scelta da Marco Tullio Giordana per Appuntamento a Liverpool, in cui interpreta una ragazza disperata pronta ad ammazzare l'hooligan che ha ucciso suo padre. Nel 1989 recita in Willy Signori e vengo da lontano; mentre nel 1994 è la volta di Cronaca di un amore violato di Giacomo Battiato.
Nel 1995, alla 52ª Mostra del cinema di Venezia, vince la Coppa Volpi per la miglior attrice non protagonista per la sua interpretazione in Romanzo di un giovane povero di Ettore Scola con Alberto Sordi. Nel 2000 e nel 2001 interpreta la parte del commissario Giovanna Scalise nelle prime due stagioni della serie televisiva Distretto di Polizia, dirette la prima da Renato De Maria (che diventerà suo marito) e la seconda da Antonello Grimaldi. Nel 2005 è la protagonista dei film Amatemi di Renato De Maria e Arrivederci amore, ciao di Michele Soavi.
Tra gli altri film italiani in cui ha recitato vi sono: Vite in sospeso di Marco Turco; La lingua del santo di Carlo Mazzacurati; Il seme della discordia di Pappi Corsicato; Saturno contro e Un giorno perfetto di Ferzan Özpetek; Caos calmo di Antonello Grimaldi (con Nanni Moretti); Due partite di Enzo Monteleone. Ha preso parte anche al film di Woody Allen To Rome with Love, con un piccolo cameo. Nel 2010 è nuovamente in televisione nella fiction di Canale 5 Nel bianco. Nel 2009 recita nel film TV Storia di Laura di Andrea Porporati, che viene trasmesso nel 2011 da Rai 1. Nel periodo 2011-2012 è stata testimonial dello spot televisivo di Yamamay diretto da Paolo Sorrentino sulle note di Per un'ora d'amore dei Matia Bazar riarrangiata dai Subsonica. Ha partecipato al Festival Internazionale del Film di Roma 2012 con E la chiamano estate, regia di Paolo Franchi, vincendo il premio Marc'Aurelio d'Argento per la miglior attrice. Nel 2013 è diretta nuovamente da Paolo Sorrentino ne La grande bellezza; il regista partenopeo la dirige, undici anni dopo, anche in Parthenope. Partecipa, nel 2023, come guest star, alla serie TV di Prime Video, Gigolò per caso, diretto da Eros Puglielli, e vede tra gli altri protagonisti, Christian De Sica e Pietro Sermonti. L'anno seguente affianca De Sica in Cortina Express, film di Natale diretto proprio da Puglielli.

### Teatro
In teatro ha avuto il primo successo nel 2006 con Due partite di Cristina Comencini. Ha poi portato in scena, con Ennio Fantastichini, Il catalogo di Jean-Claude Carrière, per la regia di Valerio Binasco, realizzato dal produttore Angelo Tumminelli e ha partecipato al recital di impegno civile Anestesia totale di e con Marco Travaglio, per la regia di Stefania De Santis. Da gennaio 2013, insieme a Marco Travaglio, va in scena nei teatri italiani con lo spettacolo È stato la Mafia, incentrato sulle vicende della trattativa che coinvolse corleonesi e uomini dello Stato italiano.

## Vita privata
Nel 1981, a diciassette anni, ha intrapreso una breve relazione col regista Gianni Boncompagni, quando questi ne aveva quasi cinquanta, conosciuto sul set del programma televisivo Sotto le stelle, da lui diretto. 
A partire dal 1989 è stata legata sentimentalmente, per quattro anni, all'attore e regista Francesco Nuti, conosciuto sul set del film Willy Signori e vengo da lontano. La sua prima figlia, Teresa, è nata da una relazione con l'imprenditore-designer Massimo Osti.
L'attrice si è sposata nell'aprile 2002 con il regista Renato De Maria; da lui ha avuto due figli. È ambasciatrice di Save the Children.

## Filmografia

### Cinema
- Il ras del quartiere, regia di Carlo Vanzina (1983)
- Sapore di mare, regia di Carlo Vanzina (1983)
- Sapore di mare 2 - Un anno dopo, regia di Bruno Cortini (1983)
- Domani mi sposo, regia di Francesco Massaro (1984)
- Giochi d'estate, regia di Bruno Cortini (1984)
- Chewingum, regia di Biagio Proietti (1984)
- Dagobert, regia di Dino Risi (1984)
- Fracchia contro Dracula, regia di Neri Parenti (1985)
- Il ragazzo del Pony Express, regia di Franco Amurri (1986)
- Appuntamento a Liverpool, regia di Marco Tullio Giordana (1988)
- Willy Signori e vengo da lontano, regia di Francesco Nuti (1990)
- Malheureuse, regia di Manuel Flèche (1991)
- Niente dolce, niente zucchero, regia di Eric Woreth (1991)
- Gangsters, regia di Massimo Guglielmi (1992)
- Allullo drom - L'anima zingara, regia di Tonino Zangardi (1992)
- Nessuno mi crede, regia di Anna Carlucci (1992)
- 80 mq - Ottantametriquadri, registi vari (1993)
- Impasse meurtrière, regia di Yvan Butler (1994)
- Romanzo di un giovane povero, regia di Ettore Scola (1995)
- Danza della fata confetto, regia di Gillo Pontecorvo (1996)
- Escoriandoli, regia di Antonio Rezza (1996)
- Cronaca di un amore violato, regia di Giacomo Battiato (1996)
- Hotel Paura, regia di Renato De Maria (1996)
- K, regia di Alexandre Arcady (1997)
- Mare largo, regia di Ferdinando Vicentini Orgnani (1998)
- Vite in sospeso, regia di Marco Turco (1998)
- Dolce far niente, regia di Nae Caranfil (1998)
- La lingua del santo, regia di Carlo Mazzacurati (2000)
- Amatemi, regia di Renato De Maria (2005)
- L'anniversaire, regia di Diane Kurys (2005)
- Arrivederci amore, ciao, regia di Michele Soavi (2006)
- Saturno contro, regia di Ferzan Özpetek (2006)
- Caos calmo, regia di Antonello Grimaldi (2008)
- Un giorno perfetto, regia di Ferzan Özpetek (2008)
- Il seme della discordia, regia di Pappi Corsicato (2008)
- Due partite, regia di Enzo Monteleone (2009)
- E la chiamano estate, regia di Paolo Franchi (2012)
- La grande bellezza, regia di Paolo Sorrentino (2013)
- Il venditore di medicine, regia di Antonio Morabito (2014)
- La vita oscena, regia di Renato De Maria (2014)
- Uno per tutti, regia di Mimmo Calopresti (2015)
- Diva!, regia di Francesco Patierno (2017)
- Napoli velata, regia di Ferzan Özpetek (2017)
- Euforia, regia di Valeria Golino (2018)
- In viaggio con Adele, regia di Alessandro Capitani (2018)
- Cosa fai a Capodanno?, regia di Filippo Bologna (2018)
- Sotto il sole di Riccione, regia degli YouNuts! (2020)
- È per il tuo bene, regia di Rolando Ravello (2020)
- La mia ombra è tua, regia di Eugenio Cappuccio (2022)
- Sotto il sole di Amalfi, regia di Martina Pastori (2022)
- Rapiniamo il duce, regia di Renato De Maria (2022)
- Confidenza, regia di Daniele Luchetti (2024)
- Parthenope, regia di Paolo Sorrentino (2024)
- Cortina Express, regia di Eros Puglielli (2024)
- Garatti, regia di Ferzan Özpetek – cortometraggio (2025)

### Televisione
- 3, 2, 1... contatto! – programma TV (1980-1981)
- Sotto le stelle – varietà di Gianni Boncompagni (1981)
- Vota la voce – programma TV (1984)
- Professione vacanze – serie TV, episodio 1x06 (1987)
- Un homme à la mer, regia di Jacques Doillon (1993)
- Provincia segreta – serie TV (1998)
- Il dono di Nicholas, regia di Robert Markowitz – film TV (1998)
- La vita cambia, regia di Gianluigi Calderone (2000)
- Sospetti – serie TV (2000)
- Distretto di Polizia – serie TV, 50 episodi (2000-2002)
- Doppio agguato, regia di Renato De Maria – miniserie TV (2003)
- Cuore contro cuore – serie TV, 22 episodi (2004)
- Il vizio dell'amore (2006)
- Liberi di giocare, regia di Francesco Miccichè – miniserie TV (2007)
- Nel bianco, regia di Peter Keglevic – miniserie TV (2009)
- Storia di Laura, regia di Andrea Porporati – film TV (2011)
- Una grande famiglia 3 – serie TV, 8 episodi (2015)
- Baby – serie TV, 18 episodi (2018-2020)
- Sei donne - Il mistero di Leila, regia di Vincenzo Marra – miniserie TV, 5 episodi (2023)
- Gigolò per caso – serie TV, episodio 2 (2023)

## Teatro
- Ondine (1994)
- I tre albergo (1999)
- Due partite (2006)
- Il catalogo (2010)
- Anestesia totale (2011)
- È stato la Mafia (2013)
- Ci sono giorni che non accadono mai (2020)
- La ragazza sul divano (2024)

## Riconoscimenti
- Nastro d'argento
  - 2014 – Nastro d'argento speciale per La grande bellezza
- Festival di Venezia
  - 1995 – Coppa Volpi per la miglior attrice non protagonista per Romanzo di un giovane povero
  - 2008 – Premio Pasinetti alla miglior attrice per Un giorno perfetto
  - 2024 – Premio Filming Italy Venice Award alla migliore attrice non protagonista per Confidenza
- Festival Internazionale del Film di Roma
  - 2012 – Premio per la migliore interpretazione femminile per E la chiamano estate
- Premio Flaiano
  - 2006 – Premio per l'interpretazione per Due partite di Cristina Comencini[7]
- Bari International Film Festival
  - 2025 – Premio alla carriera

## Discografia
- 1981 – Canto Una Canzone (To Be Or Not To Be)/Un uomo (WEA – T 18462)